# Aquila (araldica)

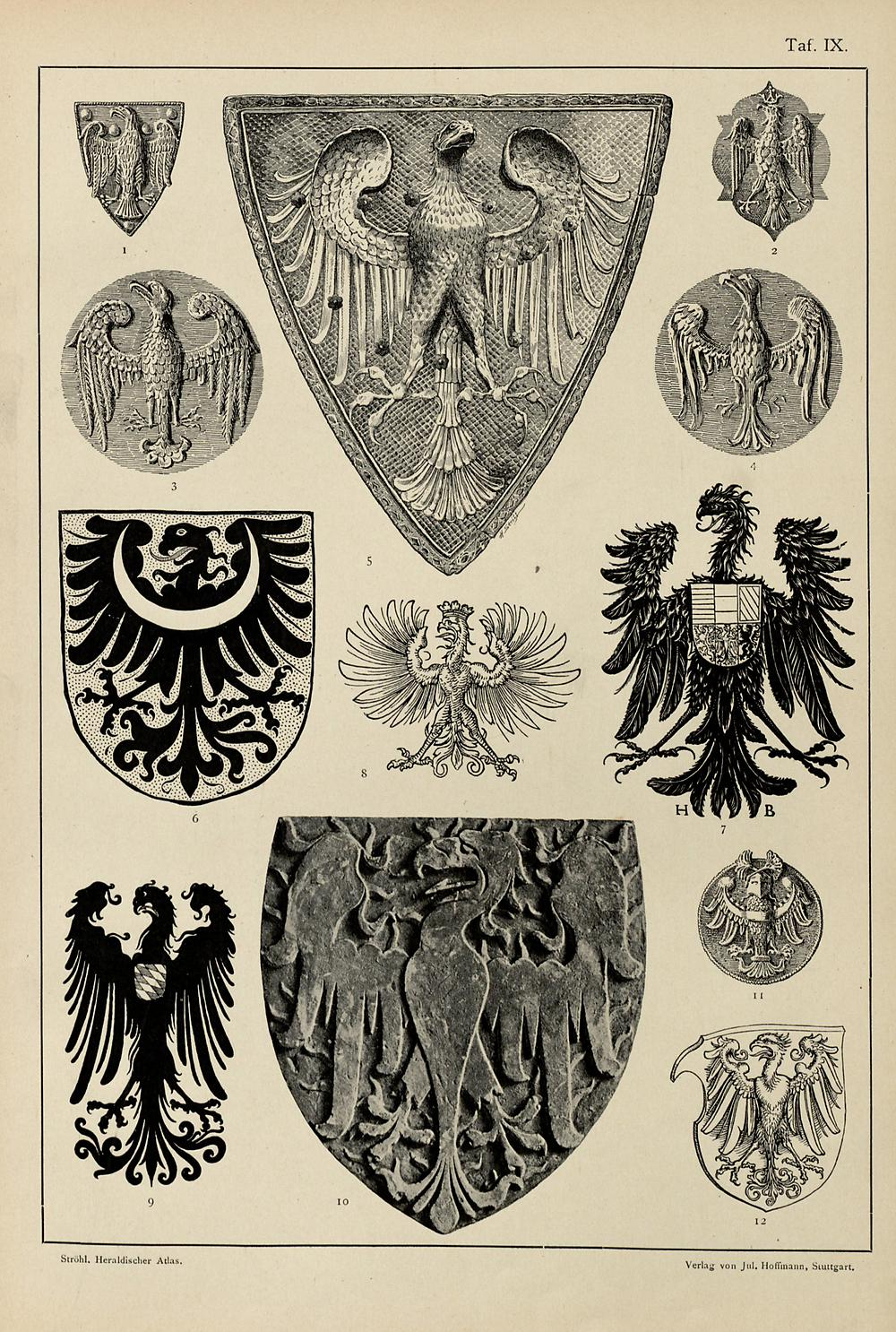
Esempi di aquile araldiche dal XIII al XVI secolo, dallo Heraldischer Atlas di Hugo Gerard Ströhl

L'aquila è una delle figure araldiche più diffuse. Quando non diversamente specificato, è di foggia convenzionale, con corpo di fronte, ali spiegate, e testa verso destra. 
L'aquila nella mitologia greca e latina è l'uccello sacro a Zeus, dio del fulmine e delle nuvole, suo attributo specifico, ed è spesso identificata con lo stesso padre degli dèi. È anche simbolo di potenza, vittoria e prosperità. Nella Roma antica l'aquila era utilizzata nell'esercito romano come insegna dell'intera legione romana. Questo simbolo araldico, con il suo blasone e attributi, si riscontrano nei secoli successivi: Sacro Romano Impero, Asburgo d'Austria-Savoia (Pace di Carlowitz, 1699), impero prussiano (stemma della Marca di Brandeburgo, dal 1701), Secondo Reich.

## Descrizione

Stemma di Aigle.

L'aquila è una figura araldica naturale femminile (ovvero non sono rappresentati i genitali maschili).
Con Carlo Magno, diviene il simbolo del Sacro Romano Impero e guadagna anche una seconda testa al momento della fusione tra l'Impero d'Oriente e l'Impero d'Occidente.
Questa concorrente aerea del leone vola raramente, e ciò potrebbe avvenire per rimarcare la sua supremazia: essa può regnare sulle stesse zone del leone, mentre quest'ultimo non ha alcun potere nell'aria, che diviene simbolicamente un mondo superiore.
L'aquila naturale ha le zampe coperte di piume fino agli artigli, contrariamente all'aquila araldica, le cui zampe glabre sono spesso rosse, e che dunque è più simile al falcone da caccia.
L'aquila, benché molto utilizzata nelle armi, soprattutto nell'Europa orientale, non ha conosciuto la stessa banalizzazione del leone. È sicuramente questa la ragione per cui le varianti sono meno numerose:
- L'aquila bicefala (fig. 1), nata dalla riunione dei due imperi romani, ha a sua volta dato origine a un'effimera variante tricefala nel 1229 ad opera di Federico II di Svevia che pensava di aggiungervi l'impero di Gerusalemme. (fig. 2)
- L'aquila della fig. 3 si blasona così: d'argento (il campo è bianco) all'aquila di rosso, al volo abbassato (ali con le penne pendenti), imbeccata di nero (col becco nero), lampassata di verde (con la lingua verde), membrata d'azzurro (con le zampe azzurre), armata d'oro (con gli artigli gialli).

benché teoricamente possibile, aquile così variopinte come questo esempio "scolastico" quasi non se ne trovano.
- La si trova accompagnata da vari accessori, molto spesso è coronata, o come nella fig. 4, nembata d'argento (aureolata di bianco) tenente una spada dello stesso (anche la spada è bianca)
- Può essere mutilata: senza testa, sarà decollata, senza coda né zampe né cosce, sarà dismembrata.

L'aquila ha dato origine ad alcune figure mostruose tra cui l'arpia e il grifone, quest'ultimo con il suo reale concorrente terrestre il leone.
L'araldica napoleonica ristabilì un'aquila più vicina al modello naturale e al modello romano, volante, o in ogni caso sorante (che sta spiccando il volo), ma che si ritrova principalmente negli ornamenti esteriori dello scudo.
- Il comune svizzero di Aigle e il suo distretto vi trovano una rappresentazione immediata nelle loro armi parlanti:
troncato di nero e d'oro a due aquile, dell'uno nell'altro (sul campo nero è posta un'aquila d'oro, sul campo d'oro è posta un'aquila nera).
- Il Rione Cattedrale, che è uno dei Rioni partecipanti al Palio di Asti, presenta come simbolo araldico un'aquila nera simbolo della famiglia Alfieri di Asti.

## Posizione araldica ordinaria

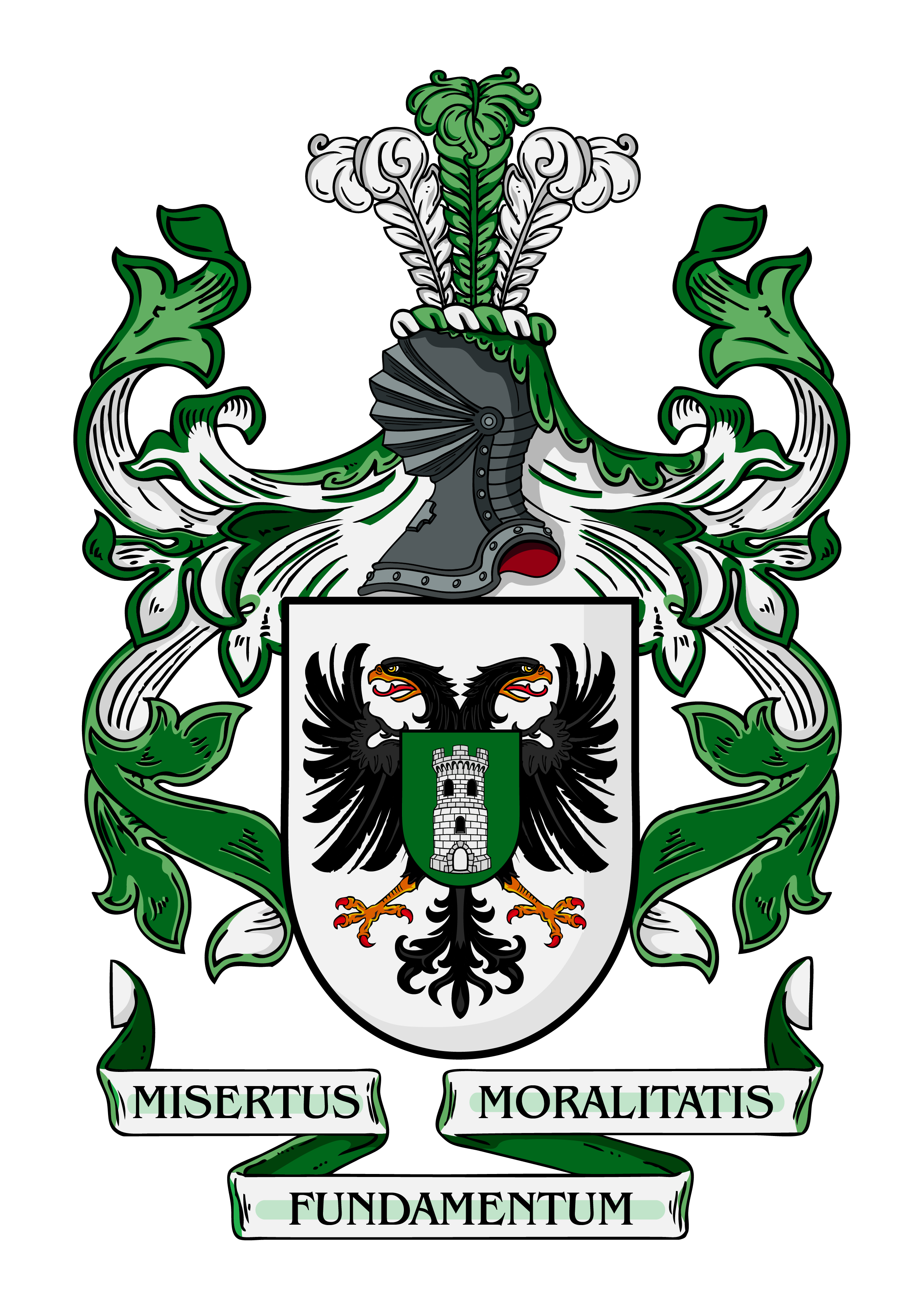
Aquila bicipite di nero, rostrata e membrata d'oro, armata e lampassata di rosso e caricata in cuore di uno scudetto di verde, alla torre, d’argento, finestrata 2 e 1, di nero

L'aquila è rappresentata di fronte, con zampe e penne della coda divaricate, ali aperte con penne spiegate (si dice volo spiegato) e testa di profilo, che guarda a destra, come deve avvenire per ogni animale araldicamente corretto (è appena il caso di ricordare che nello scudo la destra è quella che l'osservatore vede a sinistra e viceversa, in quanto indica in realtà la destra di colui che porta lo scudo davanti a sé).

## Attributi araldici
- Abbassata, o a volo abbassato, quando le ali sono abbassate.
- Afferrante quando con gli artigli rapisce un altro animale o un oggetto
- Armata quando ha gli artigli di smalto diverso.
- Bicipite quando ha due teste, rivolte verso l'esterno dello scudo; monocipite nello stemma della Prussia (dal 1229) e di casa Savoia (Berta ed Enrico IV di Prussia, XI sec. d'oro, all'aquila di nero), per traslare al Secondo Reich sempre monocipite nera su sfondo giallo.
- Coronata quando è cimata da una corona, cioè con la corona calzata o, comunque, direttamente posata sopra. Se sospesa sul capo si usa il termine sormontata.
- Diademata o Nimbata quando ha la testa cinta da un piccolo cerchio, come l'aureola dei santi.
- Lampassata quando ha la lingua di smalto diverso.
- Membrata quando ha le zampe di smalto diverse.
- Rivoltata quando ha la testa rivolta verso il fianco sinistro dello scudo.
- Rostrata quando ha il becco di smalto diverso.
- Sorante quando sta per spiccare il volo.
- Spiegata quando è ad ali spiegate, ovverosia la punta delle ali è rivolta verso l'alto.

## Immagini araldiche

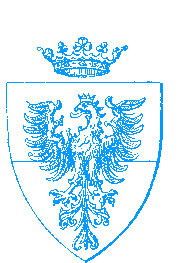
Aquila coronata
D'argento, all'aquila d'azzurro, lampassata di rosso, rostrata e membrata d'oro (Grevenstein, Germania)
Aquila lampassata, rostrata, membrata di rosso (Aarau, Svizzera)
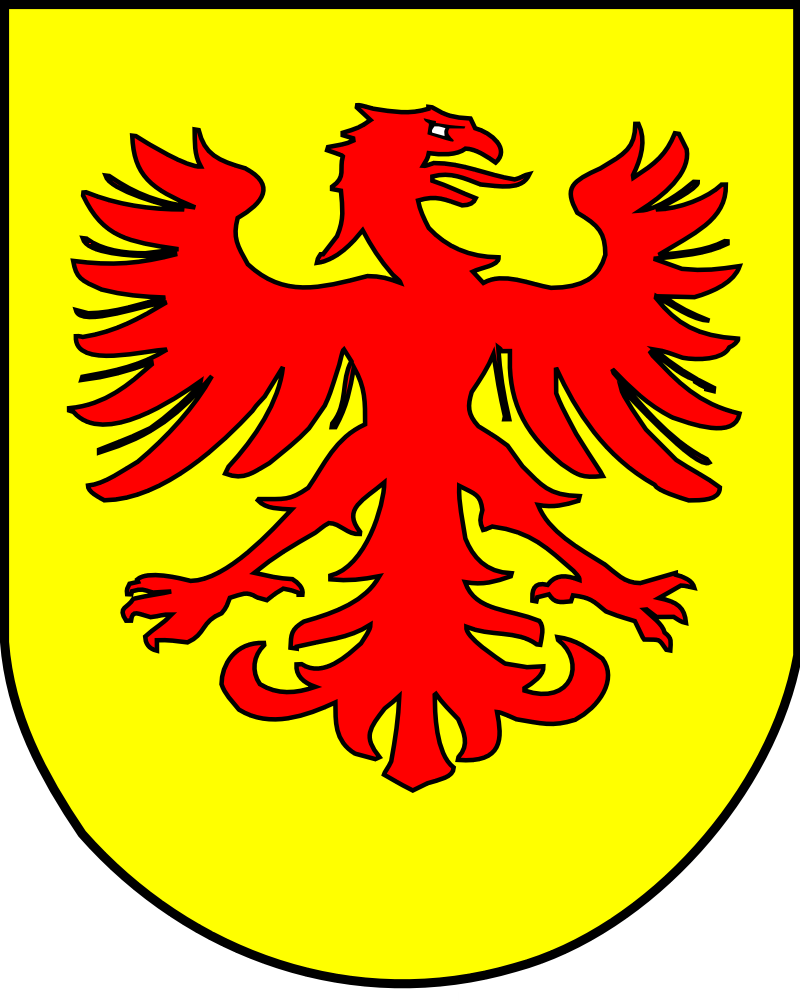
Aquila rivoltata (Courtemaîche, Svizzera)
D'azzurro, all'aquila spiegata scaccata d'argento e di rosso, rostrata, lampassata, membrata e coronata d'oro (Moravia, Repubblica Ceca)
Un'aquila nera con un "gambo di trifoglio" sul suo petto su uno sfondo d'oro (Slesia)
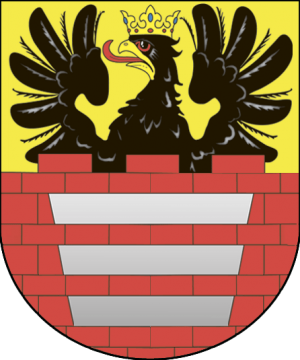
Aquila coronata nascente (Mir, Bielorussia)
Aquila movente da una partizione (Uberti)
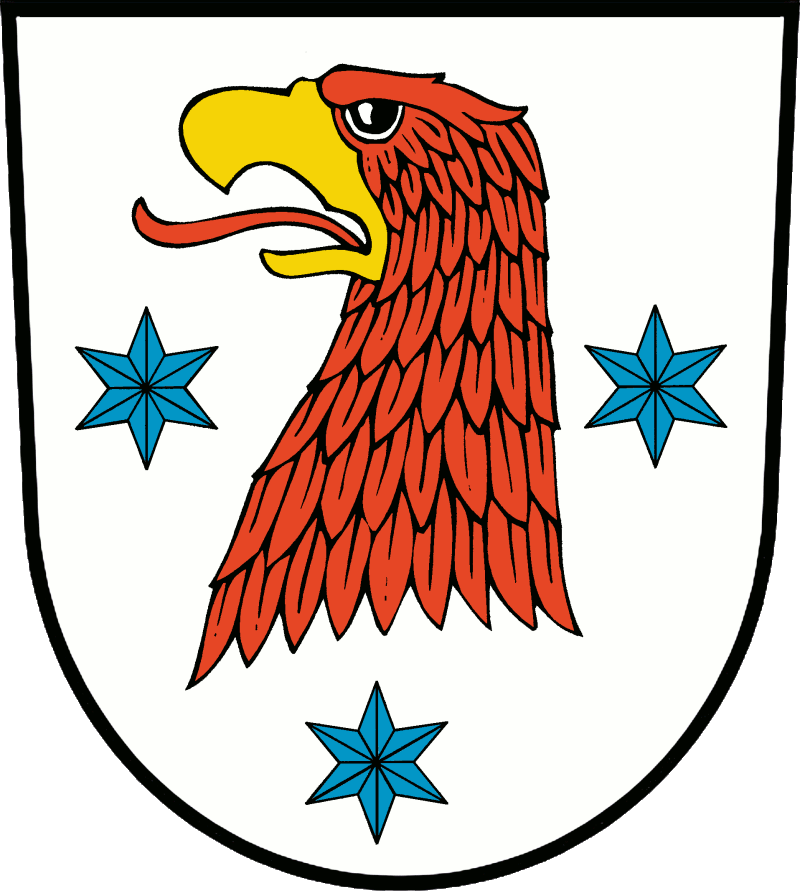
Testa d'aquila (Rathenow, Germania)
Aquila con volto di donna (Circondario di Aurich, Germania)
Aquila rossa con graffe dorate (Provincia autonoma di Bolzano)